# 456

456(사백오십육)은 455보다 크고 457보다 작은 자연수다.

## 수학
- 합성수로, 그 약수는 총 16개다. (1, 2, 3, 4, 6, 8, 12, 19, 24, 38, 57, 76, 114, 152, 228, 456)
  - 456의 진약수의 합은 744이므로, 456은 과잉수다.
- 8번째 십팔각수다. 앞의 십팔각수는 343, 다음은 585다.
- 14번째 중심있는 오각수다. 앞의 중심있는 오각수는 391, 다음은 526이다.
- 6번째 이십면체수다. 앞의 이십면체수는 255, 다음은 742이다.
- 8번째 칠각뿔수다. 앞의 칠각뿔수는 308, 다음은 645다.
- {\displaystyle 37^{2}-1}은 456으로 나누어떨어진다.

## 과학
- NGC 456(영어판): 큰부리새자리 방향에 있는 산개 성단.

## 교통

### 철도
- 수도권 전철 4호선 오이도역의 역번호.

### 도로
- 일본 456번 국도(일본어판): 이와테현 모리오카시에서 미야기현 게센누마시까지 이어지는 일본의 국도.
- 456번 지방도: 강원특별자치도 평창군 진부면에서 강릉시 성산면 구산리까지 이어지는 대한민국의 지방도.

## 군사
- U-456(영어판, 독일어판): 제2차 세계 대전에 사용된 나치 독일의 군용 잠수함.

## 문화유산
- 대한민국의 보물 제456호: 경주 노서동 금목걸이
- 대한민국의 사적 제456호: 나주 오량동 요지

## 기타
- 연도: 456년, 기원전 456년
- 드라마 《오징어 게임》(2021년)의 참가 인원은 456명이다.